# Onga, Ungern
Onga är en ort i Ungern.   Den ligger i provinsen Borsod-Abaúj-Zemplén, i den nordöstra delen av landet, 160 km öster om huvudstaden Budapest. Onga ligger 113 meter över havet och antalet invånare är 4 697.
Terrängen runt Onga är platt. Runt Onga är det ganska tätbefolkat, med 172 invånare per kvadratkilometer. Närmaste större samhälle är Miskolc, 10,1 km väster om Onga. Trakten runt Onga består till största delen av jordbruksmark.